# Rosthorn (Familie)

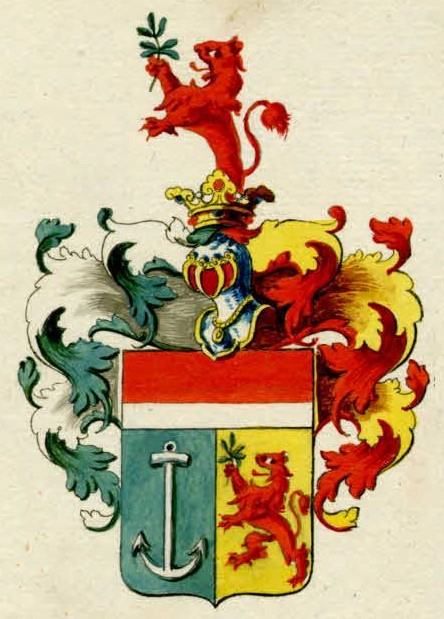
Wappen derer von Rosthorn (1790)

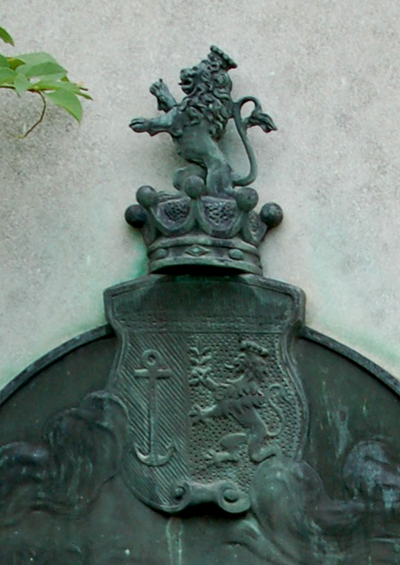
Familienwappen derer von Rosthorn in Waldegg

Die Familie Rosthorn ist eine österreichische Industriellenfamilie, deren Mitglieder im 18. und 19. Jahrhundert Bedeutung erlangten.

## Geschichte
Stammvater der Familie ist Matthäus Rosthorn (1721–1805), ursprünglich Matthew Rowsthorne oder Rawsthorne, aus Preston (Lancashire, England). Er war Fachmann für die Fabrikation von Metallknöpfen sowie der nötigen Metallhilfsarbeiten, Fähigkeiten, die in Österreich damals nicht vorhanden waren. Der Katholik Rosthorn wurde im Auftrag von Kaiser Franz I. 1765 nach Österreich abgeworben, obwohl dies damals in England verboten war. Nach dem Tode des Kaisers wurde die Einladung von Maria Theresia wiederholt. Matthäus kam mit seinem ältesten Sohn Thomas nach Wien, der zweite Sohn John wurde erst 1778 vom Beichtvater Maria Theresias nach Wien entführt, nachdem die Mutter verstorben war. Matthäus baute in Wien-Landstraße eine Knopffabrik auf, die so erfolgreich war, dass bereits 1768 der Import von Messingknöpfen großteils untersagt wurde. 1776 war Matthäus in der Lage die Fabrikanlage zu erwerben. Joseph II. belohnte Matthäus und seine Nachfahren am 29. Januar 1790 mit dem Adelstitel „Edler von Rosthorn“.
Matthäus Rosthorn war dreimal verheiratet und hatte insgesamt sechs Söhne, die alle in den verschiedenen Unternehmen der Familie eingebunden und beteiligt waren. Unter den weiteren Nachkommen der verzweigten Familie waren auch andere Berufe vertreten, in denen sie jeweils Bedeutung erlangten, wie Mediziner, Diplomaten und Eisenbahndirektoren. Allein fünf direkte Nachkommen oder angeheiratete Schwiegersöhne lieferten bedeutende Beiträge für die Geowissenschaft.
1792 gründete Matthäus von Rosthorn in Fahrafeld im Triestingtal ein Walzwerk für die Vorproduktion.
Nach dem Tod des Vaters gründeten seine Söhne die Firma Gebrüder v. Rosthorn, die von August geleitet wurde. Er verlegte das Werk von Fahrafeld ab 1816 in das nahegelegene Oed im Piestingtal, wo die Firma eine Sägemühle angekauft hatte und nun eine Metallblech- und Drahtfabrik aufbaute. Um die Fabriken mit den nötigen Rohstoffen versorgen zu können, bauten sie in Prävali (damals Kärnten; heute Slowenien) eine Zinkhütte. Sie bauten auch im nahen Liescha Braunkohle ab.
1826 kauften die Gebrüder von Rosthorn die beiden ärarischen Herrschaften Wolfsberg und St. Leonhard, zu denen die Eisenwerke St. Gertraud, Frantschach, Kollnitz und St. Leonhard gehörten, sowie rund 7500 Hektar Wald und 12.000 Untertanen. Ermöglicht wurde der Ankauf durch die finanzielle Beteiligung des Wiener Hofsattlermeisters Jakob Hell, der 1827 wieder ausstieg. Die Führungsaufgaben in der Firma wurden nun aufgeteilt: August führte die Hochöfen und Hammerwerke, Franz die Bergbaue Loben (bei St. Leonhard) und Wölch (bei St. Gertraud) und den Kohlebergbau in Liescha. Die übrigen Brüder führten die niederösterreichischen Betriebe.
Der Hochofen in St. Gertraud wurde modernisiert, unter anderem mit Hilfe des jungen Peter Tunner. 1831 warben die Gebrüder von Rosthorn englische Stahlarbeiter an, die in Frantschach das Puddelverfahren einführen halfen. Der Puddelofen war der erste derartige in den Alpenländern.
1832 brachten die Gebrüder Rosthorn die Kärntner Werke in die neu gegründete Wolfsberger Eisenwerksgesellschaft ein, an der sie 40 % der Anteile hielten. Das neue Firmenkapital wurde vor allem dazu verwendet, die Zinkhütte in Prävali in eine Eisenhütte umzuwandeln, was 1835 abgeschlossen wurde. Aufgrund von Unstimmigkeiten trennten sich die Gebrüder Rosthorn 1837 von ihren Anteilen an der Wolfsberger Eisenwerksgesellschaft und erhielten dafür das Werk in Prävali und den Kohlenbergbau in Liescha. Die Eisenwerksgesellschaft mit ihren Besitzungen sollte in den 1840er Jahren an Hugo Henckel von Donnersmarck gehen.
Ab 1838 erzeugte Rosthorn in Prävali die ersten Eisenbahnschienen in der Monarchie. Sie dienten unter anderem der Verlängerung der Kaiser-Ferdinand-Nordbahn. Prävali war auch das erste mit Braunkohle betriebene Werk in der Monarchie. Es dauerte bis 1840, um das Puddelverfahren mit Braunkohle in Gang zu bringen. Deshalb mussten die Eisenbahnschienen zunächst mit zugekauftem Eisen erzeugt werden. Die Erzeugung von Schienen stieg von 1145 Tonnen 1838 auf 5821 Tonnen 1847 und 10.668 Tonnen 1855. Das verarbeitete Roheisen stammte großteils vom Hüttenberger Erzberg aus dem Werk Lölling des Eugen Freiherr Dickmann von Secherau. Dieser erwarb 1843 die Hälfte des in finanziellen Schwierigkeiten befindlichen Unternehmens Rosthorn um 150.000 Gulden und benannte es in „Rosthorn & Dickmann“ um. 1844 standen in Prävali sieben Puddelöfen, neun Schweißöfen, zwei Walzlinien, zwei Patschhämmer und ein  Schwanzhammer. 1853 bis 1855 wurde ein neues Stahl- und Walzwerk, die „Eugenhütte“ erbaut, die mit Dampfmaschinen statt der früher üblichen Wasserkraft arbeitete.
Matthäus und Franz von Rosthorn beteiligten sich 1846 am Eisenwerk in Buchscheiden (nahe Feldkirchen), das mit Torf betrieben wurde. Hier wurden ebenfalls Eisenbahnschienen erzeugt. Das Eisenwerk in Buchscheiden wurde nach Zahlungsunfähigkeit und Ausgleich 1870 verkauft.
Während die Firma Rosthorn & Dickmann florierte, geriet die Familie Rosthorn in immer größere finanzielle Probleme. 1858 mussten die Familienmitglieder die Hälfte der ihnen verbliebenen Firmenanteile an Dickmann verkaufen, mit Ausnahme Franz von Rosthorns. Mit Ende der 1850er Jahre verloren die österreichischen Schienenproduzenten durch den Fall der Schutzzölle ihr Quasi-Monopol. Auch das Werk in Prävali musste von Schienenproduktion auf die Produktion von Merkantileisen (Profileisen) umgestellt werden. 1861/62 wurde dazu die Franzenshütte erbaut mit fünf Puddelöfen, drei Schweißöfen, einem Dampfhammer und je einer Luppen-, Mittel- und Feinwalzstrecke. Das Produktsortiment umfasste 320 Sorten von Stabstahl. Die 1863 errichtete Eisenbahnstrecke Marburg – Bleiburg – Klagenfurt erleichterte den Transport des Roheisens von Lölling nach Prävali.
Aufgrund ihrer hohen Schulden mussten die Gebrüder von Rosthorn 1864 Vergleich anmelden, der 1866 zustande kam. Mit Ausnahme der Anteile von Franz von Rosthorn gingen alle Anteile der Familienmitglieder an die Erben von Eugen von Dickmann-Secherau. Franz war noch mit 12 % an der Firma beteiligt. 1869 ging diese in der Hüttenberger Eisenwerks-Gesellschaft auf. Franz von Rosthorn war nur noch stimmberechtigter Aktionär, in die Leitung aber nicht mehr eingebunden. Mit seinem Tod 1877 endete die die Bedeutung derer von Rosthorn für die Kärntner Eisenindustrie.

## Familienmitglieder
Der Stammbaum folgt in verkürzter Weise der Stammtafel von Hans Ucik 2009.

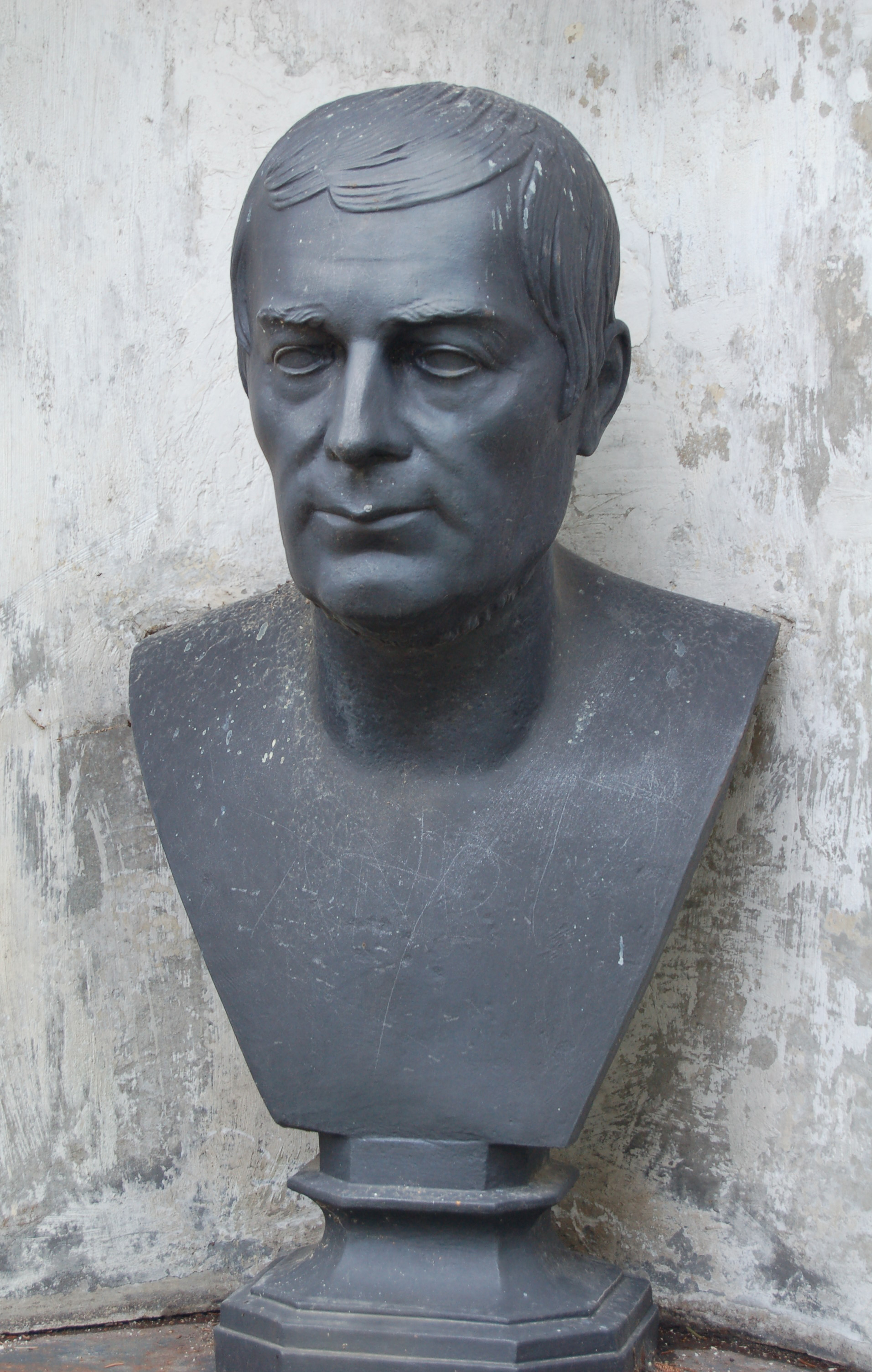
Matthäus von Rosthorn der Jüngere – Büste am Waldegger Friedhof

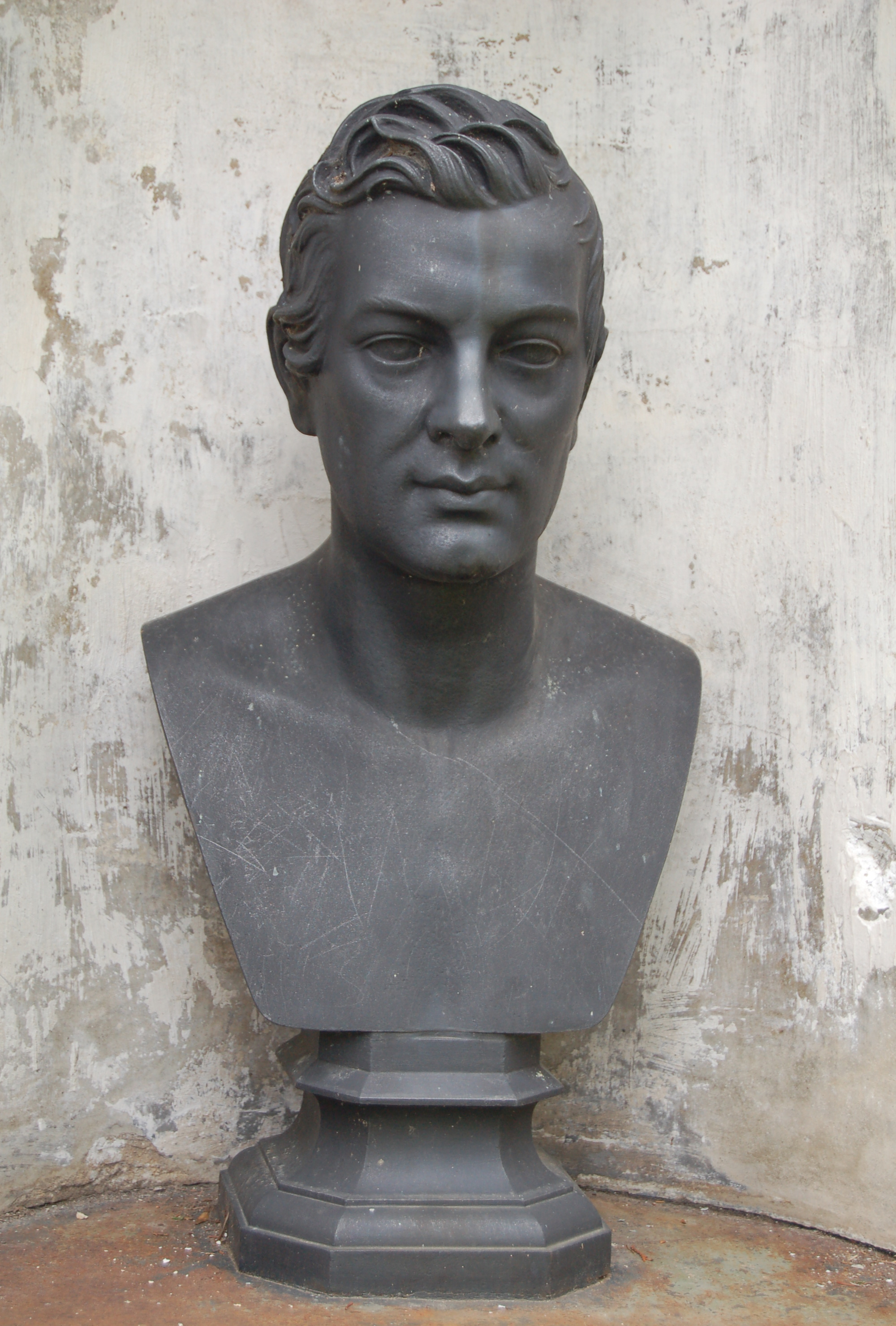
August von Rosthorn – Büste am Waldegger Friedhof

1. Matthäus von Rosthorn der Ältere (1721–1805)
1⚭ 1756 Elise (Elisabeth)
2⚭ 1764 Mary Morton († 1777)
3⚭ 1780[3] Elisabeth See (1763–1827)
  1. Thomas von Rosthorn (1758–1809), Fabrikant (Mutter: Elise)
  2. John von Rosthorn (1765–1848[4]), Fabrikant (Mutter: Mary Morton) ⚭ 1811[5] Therese Leithner (1783–1856)
    1. Georg
    2. Maria (1812–1859) ⚭ Franz Schuh (1804–1865), Chirurg; 3 Kinder
    3. Josef von Rosthorn (1816–1886), Industrieller, ⚭ Josefine Freiin von Manndorf
      1. Alfons von Rosthorn (1857–1909), Gynäkologe, ⚭ Helene Witt († 1939)
      2. Gisela (1859–1861[6])
      3. Emil (1860–1878)
      4. Arthur-Philipp (1862–1945), Sinologe, Diplomat und Schriftsteller ⚭ 1895[7] mit Pauline Pichler (1873–1967)
      5. Maria ('Misa' 1863[8]–1951[9]) ⚭ Charles Sumner Bacon (1856–1947), 4 Kinder
      6. Helene (1865–1929), Philanthropin ⚭ Ernst Lecher (1856–1926), Physiker; 1 Kind

  3. Matthäus von Rosthorn der Jüngere (1782–1855), Fabrikant, Direktor der Nordbahn (Mutter: Elisabeth See)
1⚭ 1809[10] Maria Reitter (1787–1810)
2⚭ 1816[11] Maria Josepha Langmayr
    1. Caroline (1810–1875) ⚭ Johann Wolf
    2. Josefine (1820–1904) ⚭ 1842 Johann Fillunger (1807–1879), Eisenbahnbauer, Direktor der Nordbahn; 8 Kinder, darunter August Fillunger (1856–1917), Geologe und Oberbergrat
    3. Mathilde (1822–1911) ⚭ 1842 Rudolf Kner (1810–1869), Zoologe. 5 Kinder, darunter
      1. Jozia Kner ⚭ Johann Pichler[12]
        1. Paula Pichler (1873–1967) ⚭ Arthur von Rosthorn

    4. Augusta (1827–1871)  ⚭ Moritz Wickerhauser, 3 Kinder
    5. Wilhelmine (1829/31–1834)

  4. August von Rosthorn (1789–1843[13]), Fabrikant (Mutter: Elisabeth See), ⚭ 1810[14] Ottilie Müller, 1 Ziehtochter
  5. Daniel von Rosthorn (1791[15]–1851) (Mutter: Elisabeth See) ⚭ 1812[16] Fanny Masson (1786–1857)
    1. Daniel (1812[17]–1813)
    2. Eduard (?–1814)
    3. Gustav (1815–1896[18]), Fabrikant, Politiker, ⚭ Josephine Friesnigg (?–1885), 2 Kinder[19]
      1. Richard (1847–1917[20]) oo 1871 in Baltimore Sabina Brehler (ca. 1853–1892)
        1. Emma Dorothea (* 1886)[21]
        2. Ernst Gustav (* 1888)[22]
        3. Anna Dorothea (* 1888)[22]
        4. Allodia Maria (* 1890)[23]

      2. Josefine

    4. Adolf (1816–1898), Industrieller in Oed,  ⚭ Rosalie Fischer (1837–1882[24])
      1. Oskar (1857–1930), Industrieller, ⚭ Auguste Raffelsberger (? – 1942)
      2. Hermine (1859–?) ⚭ R. Felsen
      3. Rosalie (1864[25]–1919), Alpinistin
1⚭ Bruno Wagner von Freynsheim, Direktor der Nordbahn
2⚭ 1886 Louis Philipp Friedmann (1861–1939), Industrieller und Alpinist
      4. Friedrich (1879–1882)

    5. Alfred (?–1820)
    6. Emma (1819–1902) ⚭ Johann R. v. Gabriely, 5 Kinder
    7. Hugo (1822–1879) ⚭ Nina (Anna) Stollewerk (1825–1914)

  6. Franz von Rosthorn (1796–1877), Industrieller, (Mutter: Elisabeth See)
1⚭ 1823[26] Susanne Hell (1800–1855), Mutter aller Kinder von Franz
2⚭ Clara Schlegel (1809–1896)
    1. Max von Rosthorn (1824–1887)
    2. Ottilie von Rosthorn (1827–1917) ⚭ Joseph Leodegar Canaval (1820–1898), Mineraloge und Kustos am Kärntner Naturhistorischen Museum
      1. Richard Canaval (1855[27]–1939), Montanist
      2. Ottilie (1857[28]–1932) ⚭ Karl Penecke (1858–?1944), Geologe und Paläontologe
      3. totgeborener Knabe (*/† 1858)[29]
      4. Friedrich (* 1859[30])
      5. Ernst (1860[31]–1905) ⚭ Maria Savary, 4 Kinder
      6. Hermine (1866–1917) ⚭ Franz Ruckgaber (1858–1929), 4 Kinder
      7. Rosa (1868–1949), 2 Ehen, 1 Kind
      8. Friederike (1873–1955), 2 Ehen, 1 Kind

    3. Christine (1829[32]–1880)
    4. Philippine (1831[33]–1898) ⚭ Franz Ruckgaber (1818–1887), 9 Kinder

## Wappen
Blasonierung: Geteilt und unten gespalten. Oben in Rot an der Teilungslinie ein silberner Balken, unten rechts in Grün ein silberner Anker und unten links in Gold ein roter Löwe in der rechten Pranke einen grün beblätterten Zweig haltend. Auf dem gekrönten Helm mit rechts grün-silbernen und links rot-goldenen Helmdecken der Löwe mit Zweig wachsend.

## Sonstiges

### Rosthorn-Gruft

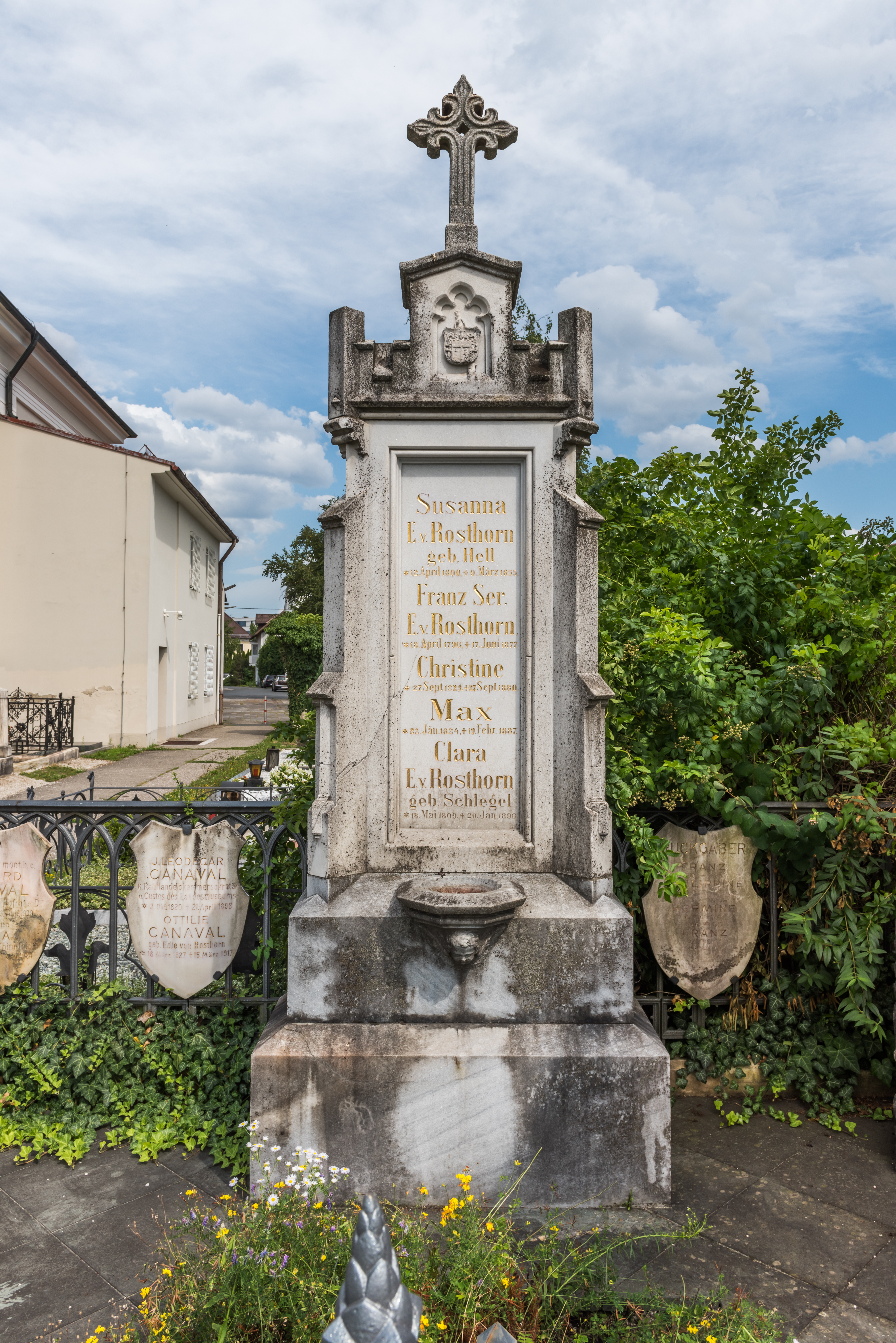
Rosthorn-Gruft in Klagenfurt

Franz von Rosthorn errichtete in St. Ruprecht bei Klagenfurt eine Gruft für seine verstorbene Frau Susanna Maria geb. Hell im Jahr 1855. Das Grab befindet sich an der Südseite der heutigen Kirche nahe dem Kircheneingang. Begraben liegen hier 23 Personen, großteils Familienangehörige der Nachkommen Franz von Rosthorns.
Das Nutzungsrecht der Gruft selbst ging nach 1998 an die Montan Gesellschaft Kärnten über. Die beweglichen Teile wie Grabsteine und Tafeln verwaltet das Bergbaumuseum Klagenfurt.

### Rosthorn-Grab
Matthäus der Ältere wurde – wie auch 19 weitere Mitglieder der Familie – im Grab am Penzinger Friedhof beigesetzt.

### Rosthornmedaille
Die Rosthorn-Medaille ist eine Auszeichnung, die nach Arthur von Rosthorn benannt ist und seit 1986 vergeben wird.